# Mark 84

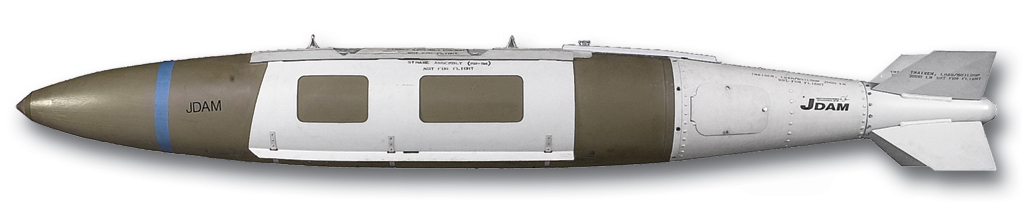
GBU-31: Una bomba Mk-84 equipada con el kit JDAM

La Mark 84 también conocida como MK 84 es una bomba estadounidense no guiada de uso general, la más grande de la serie de bombas Mark 80. Entró en servicio durante la Guerra de Vietnam, donde fue apodada «Hammer» (martillo) por su más que considerable poder de destrucción. 

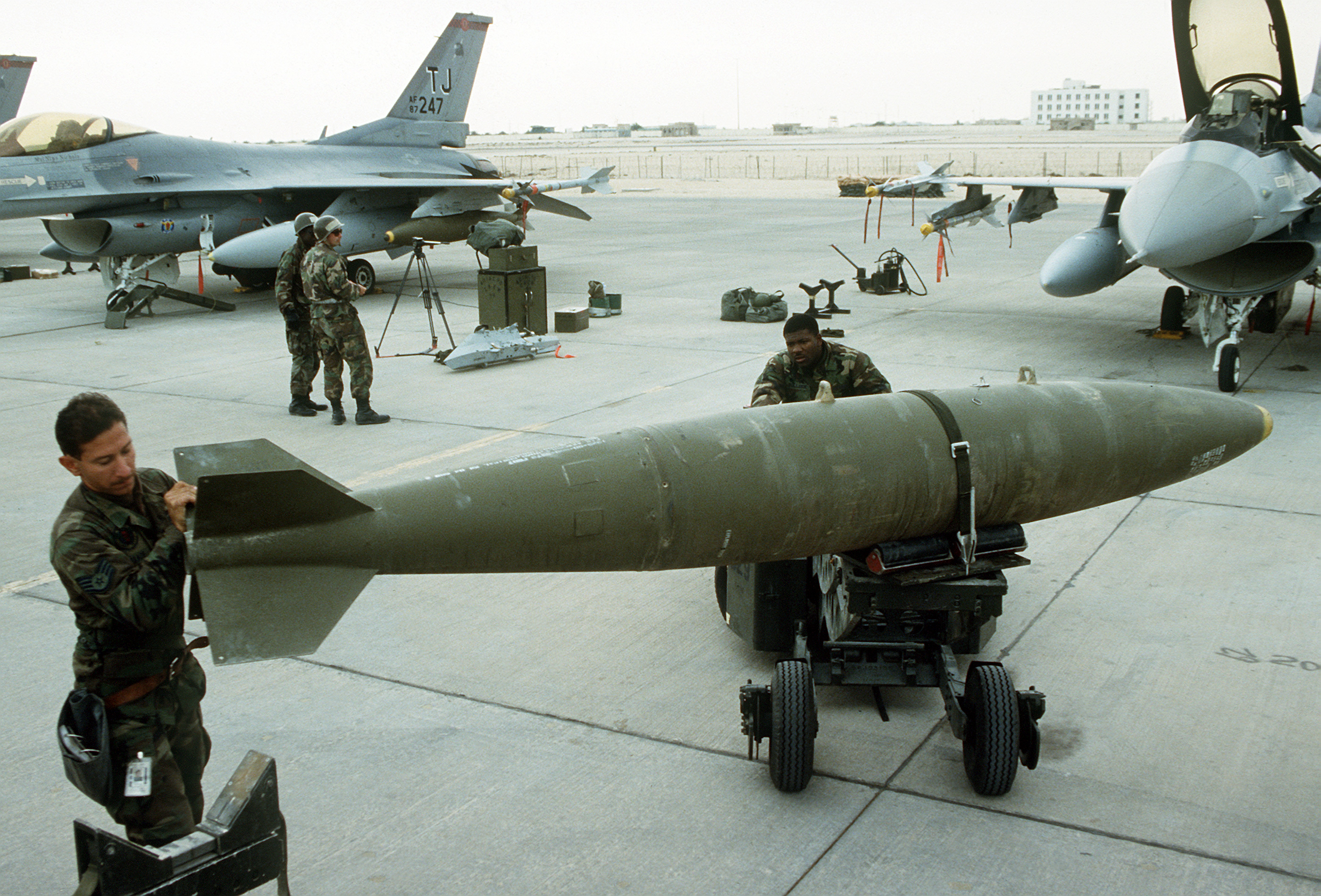
Personal de tierra estadounidense cargando una bomba Mark 84 en un F-16.

La Mark 84 tiene un peso nominal de 908 kg, pero su peso real varía ampliamente, dependiendo de sus aletas, la espoleta utilizada y su configuración retardadora, desde los 896 kg hasta los 947 kg. Tiene un casco aerodinámico de acero cargado con 429 kg de explosivo tritonal.
La bomba Mark 84 es capaz de formar un cráter de 15,2 m de diámetro y de 11 m de profundidad. Puede penetrar 380 mm de metal o 3,3 m de cemento, dependiendo de la altura desde la que fue lanzada, y tiene un radio letal de fragmentación de 366 m.
Muchas Mark 84 fueron modernizadas con estabilizadores JDAM y sistemas de retardo para proveerlas de una capacidad de guiado preciso. Son utilizadas como la carga de combate de muchas armas de precisión, incluyendo el GBU-10 y GBU-24, la bomba guiada por láser Paveway, la de guiado por TV GBU-15 y del GBU-31.

## Desarrollo
El Mark 84 tiene un peso nominal de 907,2 kg (2000 lb), pero su peso real varía dependiendo de su aleta, opciones de fusible y configuración de retardo, desde 1972 evolucionó de 894,5 a 944,8 kg (2083 lb). Es una carcasa de acero aerodinámico llena de 428.6 kg (945 lb) de Tritonal high explosive.
El Mark 84 es capaz de formar un cráter de 15,2 m (50 pies) de ancho y 11,0 m (36 pies) de profundidad. Puede penetrar hasta 381,0 mm (15 pulgadas) de metal o 3,4 m (11 pies) de concreto, dependiendo de la altura desde la cual se cae, y causa una fragmentación letal a un radio de 365,8 m (400 yardas).
Muchos Mark 84 se han actualizado con dispositivos de estabilización y retardo para proporcionar capacidades de guía de precisión. Sirven como la ojiva de una variedad de municiones guiadas con precisión, incluidas las bombas guiadas por láser GBU-10 / GBU-24 / GBU-27 Paveway, la bomba electro-óptica GBU-15, las minas marinas GBD-31 JDAM y Quickstrike. El HGK es un kit de guía turco que se utiliza para convertir bombas Mark 84 de 2000 lb en bombas inteligentes guiadas por GPS / INS.
Según un informe de prueba realizado por la Junta de Revisión de Seguridad de Explosivos del Sistema de Armas de la Armada de los Estados Unidos (WSESRB, por sus siglas en inglés) establecido a raíz del incendio del USS Forrestal de 1967, el tiempo de cocción para un Mk 84 es de aproximadamente 8 minutos y 40 segundos.
En marzo de 2016, una coalición saudí atacó un mercado yemení, presuntamente con una bomba Mk 84 guiada con precisión suministrada por Estados Unidos, matando a 97 personas.

### Desarrollos relacionados
- Mark 81
- Mark 82
- Mark 83